# زائدة أنفية
الزائدة الأنفية أو لحمية الأنف (باللاتينية:tonsilla pharyngea وتعني اللوزة الأنفية البلعومية) هي كتلة من الأنسجة الليمفية تقع خلف تجويف الأنف في سقف البلعوم الأنفي حيث يلتقي الأنف بالحنجرة، وعادة عند الأطفال تشكل كومة لينة في الشقف الخلفي لجدار البلعوم الأنفي خلف أعلى اللهاة.

## التكوين
الزائدة الأنفية على عكس اللوز تتكون من نسيج طلائي مهدب عمودي كاذب. والباقي عبارة عن أنسجة ليمفية.

## خطر الزائدة الأنفية
تضخم الزائدة الأنفية يمكن أن يجعلها تقريباً بحجم كرة تنس الطاولة، وتمنع تدفق الهواء بشكل كامل من خلال الممرات الأنفية. وحتى لو كانت الزائدة الأنفية ليست كبيرة بما فيه الكفاية لتسد الجزئ الخلفي للأنف؛ فإن ذلك أيضاً يمكن أن يعيق تدفق الهواء بالكمية الكافية للتنفس عن طريق الأنف، وتكون عملية الاستنشاق كلياً عن طريق الفم.

## اللحمية
استئصال الزائدة الأنفية هو الإجراء المعروف بلحمية الأنف. وقد تسبب عدوى اللحمية بعض الأعراض مثل زيادة إفراز المخاط، ويمكن علاج ذلك قبل إجراء اللحمية. وقد أظهرت الدراسات أن إعادة نمو الزائدة الأنفية بعد استئصالها يحدث في 20% من الحالات. وتنفذ اللحمية عن طريق الفم تحت التخدير العام أو التخدير الموضعي إلا أن الأخير أقل شيوعاً، ثم يتم جرف الزائدة الأنفية أو كيها أو استخدام الليزر، والغالب أن يتم استئصالها جراحياً.

## وصلات خارجية
- Anatomy diagram: 25420.000-1 at Roche Lexicon - illustrated navigator, Elsevier
- Adenoids: What They Are, How To Recognize Them, What To Do For Them
- Histology at usuhs.mil نسخة محفوظة 6 يناير 2007 على موقع واي باك مشين.
- Histology at udel.edu نسخة محفوظة 21 سبتمبر 2022 على موقع واي باك مشين.
- /drtbalu otolaryngology online